# Irisbus Citelis

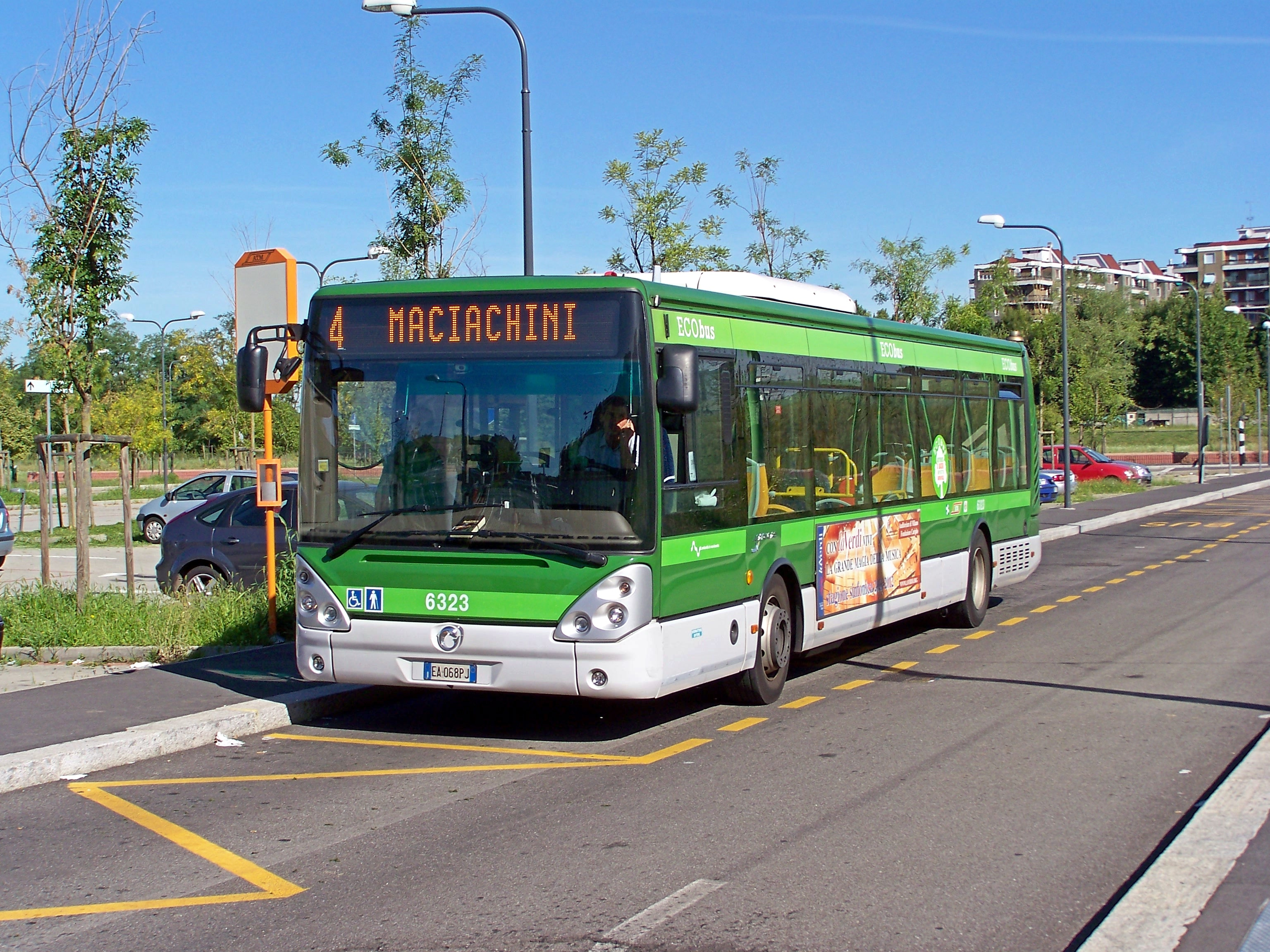
Irisbus Citelis

Az Irisbus Citelis egy az Irisbus által gyártott  kerekesszékkel megközelíthető városi autóbusz. 2005-ben vezették be az Agora utódaként. A Citelis modellekben Euro 4-es minősítésű motor található. Két különböző hosszúságú változata van: 
- Citelis 12, amely egy 12 méter hosszú szóló autóbusz,
- Citelis 18, amely egy 18 méter hosszú csuklós autóbusz.

## Használat
Citelis járműveket vezettek be 2007-ben a RATB által működtetett Bukaresti trolibusz hálózaton,   és 2006-ban, illetve 2007-ben Lettország fővárosában, Rigában. Használják még Párizsban, Németországban, Csehországban (Brno és Prága) Reykjavikban, Mallorca szigetén, Izlandon, valamint bevezetésre kerülnek 
Kassán, és Zágrábban.